# Haemagogus splendens
Haemagogus splendens är en tvåvingeart som beskrevs av Samuel Wendell Williston  1896. Haemagogus splendens ingår i släktet Haemagogus och familjen stickmyggor. Inga underarter finns listade i Catalogue of Life.